# Le Chant de la vie
Pour plus de détails, voir Fiche technique et Distribution.
Le Chant de la vie (Il canto della vita) est un melodramma strappalacrime italien réalisée par Carmine Gallone et sorti en 1945. 

## Synopsis
Pour échapper aux raids des Allemands, Giacomo, un jeune homme issu d'une famille riche, se cache dans une grotte. Chaque jour Giovanna, qui travaille pour son père Cesare, lui apporte des provisions. Au cours d'une de ces visites, la femme lui cède, mais une fois la guerre terminée, le jeune homme ne veut plus rien savoir d'elle et épouse Maria, une aristocrate, tandis que la jeune fille donne naissance à un enfant. Quelque temps plus tard, la femme du jeune homme meurt sans avoir donné de petit-enfant à sa belle-famille. Lorsque le grand-père découvre qu'il y en a un à la place, il ordonne à son fils de ramener la femme et l'enfant dans la famille. Le jeune homme accepte volontiers la proposition.

## Fiche technique
- Titre français : Le Chant de la vie[1]
- Titre italien original : Il canto della vita[2]
- Réalisateur : Carmine Gallone
- Scénario : Gherardo Gherardi, Carmine Gallone
- Photographie : Ubaldo Arata
- Montage : Nicolò Lazzari
- Musique : Ettore Montanaro (it)
- Décors : Gastone Medin
- Production : Nicola Naracci, Angelo Mosco
- Société de production : Excelsa Film
- Pays de production :  Royaume d'Italie
- Langues originales : italien
- Format : Noir et blanc - Son mono - 35 mm
- Durée : 80 minutes
- Genre : melodramma strappalacrime
- Dates de sortie :
  - Royaume d'Italie : 15 décembre 1945
  - France : 4 juin 1948[1]

## Distribution
- Alida Valli : Giovanna
- Carlo Ninchi : maître Cesare
- María Mercader : Maria
- Luigi Almirante : Fofo
- Roberto Bruno (it) : Giacomo
- Mario Pisu : Rimondino
- Roberto Donati : le petit Cesare
- Dina Romano : la tante de Giovanna